# Gara di WTCC della Slovacchia 2013
La Gara di WTCC della Slovacchia 2013 fu il terzo round del World Touring Championship 2013 e la seconda edizione della gara slovacca. Si tenne il 28 aprile 2013 allo Slovakiaring, a Orechová Potôň, in Slovacchia.
Gara-1 fu vinta da Gabriele Tarquini, che ottenne la prima vittoria per Castrol Honda WTCC Team e per la Honda Civic WTCC. Tom Coronel vinse gara-2 per ROAL Motorsport.

## Vigilia
Yvan Muller era al comando del campionato piloti, mentre James Nash guidava il Trofeo Yokohama degli Indipendenti.
Il sistema di compensazione del peso entrò con forza dopo i primi due round: le Chevrolet Cruze 1.6T continuarono con un massimo di 40 kg di zavorra per mantenere il loro peso di 1,190 kg. Le BMW 320 TC e le Lada Granta WTCC persero 20 kg, raggiungendo i 1,130 kg, mentre le Honda Civic WTCC e le SEAT León WTCC rimasero al loro peso base di 1,150 kg.
Alle BMW fu consentito di correre con tre portiere in fibra di carbonio per ridurre il proprio peso, con la portiera del pilota che, però, rimase la stessa.
Fernando Monje arrivò all'evento con una penalità di cinque posizioni sulla griglia in gara-1 conseguente alla collisione con James Thompson nella corsa precedente in Marocco.

## Resoconto

### Prove libere
Tarquini guidò la doppietta Honda nelle prime libere, davanti a Tiago Monteiro. Coronel fu il pilota BMW più veloce, 3º, davanti alla coppia di piloti RML, Yvan Muller e Tom Chilton. Fredy Barth concluse la sua sessione prima del previsto quando finì nella ghiaia alla curva 3, mentre un principio d'incendio colpì la Zengő Motorsport di Norbert Michelisz.
Tarquini fu nuovamente il più veloce nella seconda sessione, davanti a Muller e Chilton. Robert Huff fu il più veloce pilota della SEAT, 4º, mentre Michelisz fu 7º dopo i problemi avuti in mattinata.

### Qualifiche
Dopo aver dominato le libere, Tarquini ottenne la sua seconda pole position consecutiva, comandando una tripletta di Honda con Monteiro e Michelisz dietro di lui. Tom Boardman si fermò dopo aver lasciato per la prima volta la pit lane per la rottura del motore nonostante avesse un'unità nuova dopo il suo incidente di Marrakech e quindi richiese un ulteriore motore. Cinque minuti dopo l'inizio della Q1, Darryl O'Young sbatté la sua ROAL Motorsport contro le barriere alla curva 9, causando l'esposizione di una bandiera rossa. La sessione ripartì mezz'ora dopo, una volta che le barriere furono riparate e, dopo che Huff segnò il miglior tempo prima dello stop, Tarquini salì in cima alla classifica al termine della Q1. Thompson, Monje e Marc Basseng non riuscirono a entrare in Q2 per la prima volta nel 2013.
Tarquini fu il più veloce anche in Q2, davanti al compagno Monteiro e così il team Castrol Honda WTCC Team formò la prima fila. Michelisz, 3º, condivise la seconda fila col leader del campionato, Muller. Coronel concluse 10º, assicurandosi così la pole position per gara-2 a causa della griglia invertita.
Huff non riuscì a superare le operazioni di controllo peso dopo le qualifiche e ricevette una penalizzazione di 10 posizioni in griglia per gara-1.

### Warm-Up
Michelisz fu il più veloce nel warm-up del mattino, le bandiere gialle furono brevemente esposte quando Chilton sbatté la sua RML Chevrolet alla curva 2.

### Gara-1
Tarquini partì dalla pole position e costruì presto un leggero vantaggio con Monteiro e Michelisz inseguito da Muller. Chilton entrò in contatto con Fredy Barth e poi uscì alla curva 6 nel corso del giro 2 e rimase bloccato nella ghiaia. Nash tenne dietro Coronel per i primi otto giri fino a che la bamboo-engineering andò larga alla curva 8 e permise a Coronel di sorpassarla. Verso fine gara, Michelisz tentò di guadagnare il 2º posto su Monteiro, ma non ci riuscì e le due Honda finirono prima e seconda. Quattro vetture lottarono per l'ultima posizione valida per i punti, con Mehdi Bennani che si assicurò il 10º posto e Barth batté Stefano D'Aste per l'11º per cinque millesimi di secondo sulla linea del traguardo.

### Gara-2
Coronel partì davanti a tutti e scappò dagli avversari già dopo poche curve, mentre Pepe Oriola mantenne il 2º posto e Huff il 3º. Il motore di Michel Nykjær stallò in partenza, ma tutti gli altri piloti riuscirono a evitarlo. Nash uscì di gara al giro 1 quando finì nella ghiaia. Al giro 2, Muller sorpassò Monteiro per il 4º posto. A metà gara, Huff superò anche Oriola e Muller, ottenendo una posizione sul podio. Muller, Oriola e Tarquini corsero in tre fianco a fianco nella curva successiva, dove Oriola e Tarquini si toccarono, con Oriola che scese al 6º posto. Huff e Muller ripresero la loro battaglia per la posizione finché Huff uscì alla curva 1, permettendo a Muller e Tarquini di passarlo; Huff ora fu 4º davanti a Monteiro. Oriola fu 6º e battagliò con Chilton, fu anche coinvolto Michelisz e scese in fondo al gruppo negli ultimi giri. Coronel ottenne la sua prima vittoria dalla Gara del Giappone 2011, Muller fu 2º, mentre il vincitore di gara-1, Tarquini, 3º.

## Risultati

### Qualifiche
| Pos.                     | Nº | Pilota             | Team                                 | Vettura              | Cat. | Q1          | Q2       | Punti |
| ------------------------ | -- | ------------------ | ------------------------------------ | -------------------- | ---- | ----------- | -------- | ----- |
| 1                        | 3  | Gabriele Tarquini  | Castrol Honda World Touring Car Team | Honda Civic WTCC     |      | 2:10.308    | 2:10.773 | 5     |
| 2                        | 18 | Tiago Monteiro     | Castrol Honda World Touring Car Team | Honda Civic WTCC     |      | 2:10.907    | 2:10.877 | 4     |
| 3                        | 5  | Norbert Michelisz  | Zengő Motorsport                     | Honda Civic WTCC     |      | 2:11.288    | 2:10.889 | 3     |
| 4                        | 12 | Yvan Muller        | RML                                  | Chevrolet Cruze 1.6T |      | 2:10.972    | 2:10.941 | 2     |
| 5                        | 23 | Tom Chilton        | RML                                  | Chevrolet Cruze 1.6T |      | 2:11.335    | 2:11.162 | 1     |
| 6                        | 9  | Alex MacDowall     | bamboo-engineering                   | Chevrolet Cruze 1.6T | Y    | 2:11.538    | 2:11.422 |       |
| 7                        | 1  | Robert Huff        | ALL-INKL.COM Münnich Motorsport      | SEAT León WTCC       |      | 2:11.599    | 2:11.624 |       |
| 8                        | 14 | James Nash         | bamboo-engineering                   | Chevrolet Cruze 1.6T | Y    | 2:11.988    | 2:11.714 |       |
| 9                        | 74 | Pepe Oriola        | Tuenti Racing Team                   | SEAT León WTCC       |      | 2:11.936    | 2:11.882 |       |
| 10                       | 15 | Tom Coronel        | ROAL Motorsport                      | BMW 320 TC           |      | 2:12.300    | 2:12.048 |       |
| 11                       | 25 | Mehdi Bennani      | Proteam Racing                       | BMW 320 TC           | Y    | 2:12.363    | 2:12.857 |       |
| 12                       | 17 | Michel Nykjær      | NIKA Racing                          | Chevrolet Cruze 1.6T | Y    | 2:11.738    | 2:17.614 |       |
| 13                       | 38 | Marc Basseng       | ALL-INKL.COM Münnich Motorsport      | SEAT León WTCC       |      | 2:12.603    |          |       |
| 14                       | 73 | Fredy Barth        | Wiechers-Sport                       | BMW 320 TC           | Y    | 2:12.610    |          |       |
| 15                       | 10 | James Thompson     | Lukoil Lada Sport                    | Lada Granta WTCC     |      | 2:12.641    |          |       |
| 16                       | 26 | Stefano D'Aste     | PB Racing                            | BMW 320 TC           | Y    | 2:12.665    |          |       |
| 17                       | 7  | Charles Ng         | Liqui Moly Team Engstler             | BMW 320 TC           | Y    | 2:12.891    |          |       |
| 18                       | 19 | Fernando Monje     | Campos Racing                        | SEAT León WTCC       | Y    | 2:12.921    |          |       |
| 19                       | 37 | René Münnich       | ALL-INKL.COM Münnich Motorsport      | SEAT León WTCC       | Y    | 2:13.223    |          |       |
| 20                       | 6  | Franz Engstler     | Liqui Moly Team Engstler             | BMW 320 TC           | Y    | 2:13.582    |          |       |
| 21                       | 8  | Mikhail Kozlovskiy | Lukoil Lada Sport                    | Lada Granta WTCC     |      | 2:14.900    |          |       |
| Tempo del 107%: 2:19.429 |    |                    |                                      |                      |      |             |          |       |
| –                        | 55 | Darryl O'Young     | ROAL Motorsport                      | BMW 320 TC           | Y    | 13:16.907   |          |       |
| –                        | 22 | Tom Boardman       | Special Tuning Racing                | SEAT León WTCC       | Y    | Senza tempo |          |       |

- Il pilota in grassetto indica il pilota in Pole position in gara-2.

### Gara-1
| Pos. | Nº | Piloti             | Team                                 | Vettura              | Cat. | Giri | Tempo/Ritirato | Griglia | Punti |
| ---- | -- | ------------------ | ------------------------------------ | -------------------- | ---- | ---- | -------------- | ------- | ----- |
| 1    | 3  | Gabriele Tarquini  | Castrol Honda World Touring Car Team | Honda Civic WTCC     |      | 10   | 22:18.761      | 1       | 25    |
| 2    | 18 | Tiago Monteiro     | Castrol Honda World Touring Car Team | Honda Civic WTCC     |      | 10   | +1.202         | 2       | 18    |
| 3    | 5  | Norbert Michelisz  | Zengő Motorsport                     | Honda Civic WTCC     |      | 10   | +1.616         | 3       | 15    |
| 4    | 12 | Yvan Muller        | RML                                  | Chevrolet Cruze 1.6T |      | 10   | +5.091         | 4       | 12    |
| 5    | 15 | Tom Coronel        | ROAL Motorsport                      | BMW 320 TC           |      | 10   | +5.975         | 9       | 10    |
| 6    | 14 | James Nash         | bamboo-engineering                   | Chevrolet Cruze 1.6T | Y    | 10   | +7.748         | 7       | 8     |
| 7    | 17 | Michel Nykjær      | NIKA Racing                          | Chevrolet Cruze 1.6T | Y    | 10   | +9.760         | 11      | 6     |
| 8    | 9  | Alex MacDowall     | bamboo-engineering                   | Chevrolet Cruze 1.6T | Y    | 10   | +10.078        | 6       | 4     |
| 9    | 74 | Pepe Oriola        | Tuenti Racing Team                   | SEAT León WTCC       |      | 10   | +14.055        | 8       | 2     |
| 10   | 25 | Mehdi Bennani      | Proteam Racing                       | BMW 320 TC           | Y    | 10   | +19.374        | 10      | 1     |
| 11   | 73 | Fredy Barth        | Wiechers-Sport                       | BMW 320 TC           | Y    | 10   | +21.474        | 13      |       |
| 12   | 26 | Stefano D'Aste     | PB Racing                            | BMW 320 TC           | Y    | 10   | +21.479        | 15      |       |
| 13   | 10 | James Thompson     | Lukoil Lada Sport                    | Lada Granta WTCC     |      | 10   | +21.837        | 14      |       |
| 14   | 55 | Darryl O'Young     | ROAL Motorsport                      | BMW 320 TC           | Y    | 10   | +24.891        | 22      |       |
| 15   | 19 | Fernando Monje     | Campos Racing                        | SEAT León WTCC       | Y    | 10   | +25.937        | 21      |       |
| 16   | 38 | Marc Basseng       | ALL-INKL.COM Münnich Motorsport      | SEAT León WTCC       |      | 10   | +27.197        | 12      |       |
| 17   | 1  | Robert Huff        | ALL-INKL.COM Münnich Motorsport      | SEAT León WTCC       |      | 10   | +27.507        | 17      |       |
| 18   | 7  | Charles Ng         | Liqui Moly Team Engstler             | BMW 320 TC           | Y    | 10   | +36.500        | 16      |       |
| 19   | 6  | Franz Engstler     | Liqui Moly Team Engstler             | BMW 320 TC           | Y    | 10   | +41.278        | 19      |       |
| 20   | 8  | Mikhail Kozlovskiy | Lukoil Lada Sport                    | Lada Granta WTCC     |      | 9    | +1 giro        | 20      |       |
| 21   | 37 | René Münnich       | ALL-INKL.COM Münnich Motorsport      | SEAT León WTCC       | Y    | 8    | +2 giri        | 18      |       |
| Rit  | 22 | Tom Boardman       | Special Tuning Racing                | SEAT León WTCC       | Y    | 6    | Motore         | 23      |       |
| Rit  | 23 | Tom Chilton        | RML                                  | Chevrolet Cruze 1.6T |      | 1    | Incidente      | 5       |       |

- Il pilota in grassetto indica l'autore del giro più veloce.

### Gara-2
| Pos. | Nº | Pilota             | Team                                 | Vettura              | Cat. | Giri | Tempo/Ritirato | Griglia | Punti |
| ---- | -- | ------------------ | ------------------------------------ | -------------------- | ---- | ---- | -------------- | ------- | ----- |
| 1    | 15 | Tom Coronel        | ROAL Motorsport                      | BMW 320 TC           |      | 10   | 22:26.224      | 1       | 25    |
| 2    | 12 | Yvan Muller        | RML                                  | Chevrolet Cruze 1.6T |      | 10   | +2.990         | 7       | 18    |
| 3    | 3  | Gabriele Tarquini  | Castrol Honda World Touring Car Team | Honda Civic WTCC     |      | 10   | +3.345         | 10      | 15    |
| 4    | 1  | Robert Huff        | ALL-INKL.COM Münnich Motorsport      | SEAT León WTCC       |      | 10   | +4.954         | 4       | 12    |
| 5    | 18 | Tiago Monteiro     | Castrol Honda World Touring Car Team | Honda Civic WTCC     |      | 10   | +5.222         | 9       | 10    |
| 6    | 74 | Pepe Oriola        | Tuenti Racing Team                   | SEAT León WTCC       |      | 10   | +11.365        | 2       | 8     |
| 7    | 23 | Tom Chilton        | RML                                  | Chevrolet Cruze 1.6T |      | 10   | +11.625        | 6       | 6     |
| 8    | 9  | Alex MacDowall     | bamboo-engineering                   | Chevrolet Cruze 1.6T | Y    | 10   | +11.816        | 5       | 4     |
| 9    | 25 | Mehdi Bennani      | Proteam Racing                       | BMW 320 TC           | Y    | 10   | +12.265        | 11      | 2     |
| 10   | 55 | Darryl O'Young     | ROAL Motorsport                      | BMW 320 TC           | Y    | 10   | +12.498        | 21      | 1     |
| 11   | 26 | Stefano D'Aste     | PB Racing                            | BMW 320 TC           | Y    | 10   | +12.827        | 16      |       |
| 12   | 17 | Michel Nykjær      | NIKA Racing                          | Chevrolet Cruze 1.6T | Y    | 10   | +13.768        | 12      |       |
| 13   | 73 | Fredy Barth        | Wiechers-Sport                       | BMW 320 TC           | Y    | 10   | +14.651        | 14      |       |
| 14   | 10 | James Thompson     | Lukoil Lada Sport                    | Lada Granta WTCC     |      | 10   | +18.518        | 15      |       |
| 15   | 38 | Marc Basseng       | ALL-INKL.COM Münnich Motorsport      | SEAT León WTCC       |      | 10   | +19.887        | 13      |       |
| 16   | 19 | Fernando Monje     | Campos Racing                        | SEAT León WTCC       | Y    | 10   | +20.246        | 18      |       |
| 17   | 14 | James Nash         | bamboo-engineering                   | Chevrolet Cruze 1.6T | Y    | 10   | +22.418        | 3       |       |
| 18   | 22 | Tom Boardman       | Special Tuning Racing                | SEAT León WTCC       | Y    | 10   | +31.643        | 23      |       |
| 19   | 37 | René Münnich       | ALL-INKL.COM Münnich Motorsport      | SEAT León WTCC       | Y    | 10   | +32.076        | 19      |       |
| 20   | 8  | Mikhail Kozlovskiy | Lukoil Lada Sport                    | Lada Granta WTCC     |      | 10   | +35.472        | 20      |       |
| 21   | 5  | Norbert Michelisz  | Zengő Motorsport                     | Honda Civic WTCC     |      | 10   | +54.663        | 8       |       |
| Rit  | 7  | Charles Ng         | Liqui Moly Team Engstler             | BMW 320 TC           | Y    | 4    |                | 17      |       |
| Rit  | 6  | Franz Engstler     | Liqui Moly Team Engstler             | BMW 320 TC           | Y    | 2    |                | 22      |       |

- Il pilota in grassetto indica l'autore del Giro più veloce.

## Classifiche dopo l'evento
Campionato piloti
|   | Pos. | Pilota            | Punti |
| - | ---- | ----------------- | ----- |
|   | 1    | Yvan Muller       | 120   |
| 1 | 2    | Gabriele Tarquini | 96    |
| 1 | 3    | Michel Nykjær     | 57    |
|   | 4    | Tom Chilton       | 55    |
|   | 5    | James Nash        | 51    |

Trofeo Yokohama Indipendenti
|  | Pos. | Pilota         | Punti |
|  | ---- | -------------- | ----- |
|  | 1    | James Nash     | 46    |
|  | 2    | Michel Nykjær  | 42    |
|  | 3    | Alex MacDowall | 37    |
|  | 4    | Darryl O'Young | 25    |
|  | 5    | Fredy Barth    | 22    |

Campionato costruttori
|  | Pos. | Costruttori | Punti |
|  | ---- | ----------- | ----- |
|  | 1    | Honda       | 240   |
|  | 2    | Lada        | 129   |

- Nota: Solo le prime cinque posizioni sono incluse in entrambe le classifiche piloti qui presenti.